# 沃达莫涅
沃达莫涅（法語：Vaux d'Amognes，法語發音：[vo damɔɲ]）是法国涅夫勒省的一个市镇，属于讷韦尔区。该市镇于2017年1月1日由原市镇乌鲁埃尔和巴勒赖合并而成，行政中心位于乌鲁埃尔。

## 地理
沃达莫涅（47°3'34"N, 3°18'24"E）面积37.84 平方千米，位于法国勃艮第-弗朗什-孔泰大區涅夫勒省，该省份为法国中部省份，北至约讷省，西北接卢瓦雷省，西接谢尔省，南至阿列省，东南接索恩-卢瓦尔省，东临科多尔省。
与沃达莫涅接壤的市镇（或旧市镇、城区）包括：诺莱、圣叙尔皮斯、蒙蒂尼欧萨莫涅、圣马丹德耶、于尔济、盖里尼、普瓦瑟。
沃达莫涅的时区为UTC+01:00、UTC+02:00（夏令时）。

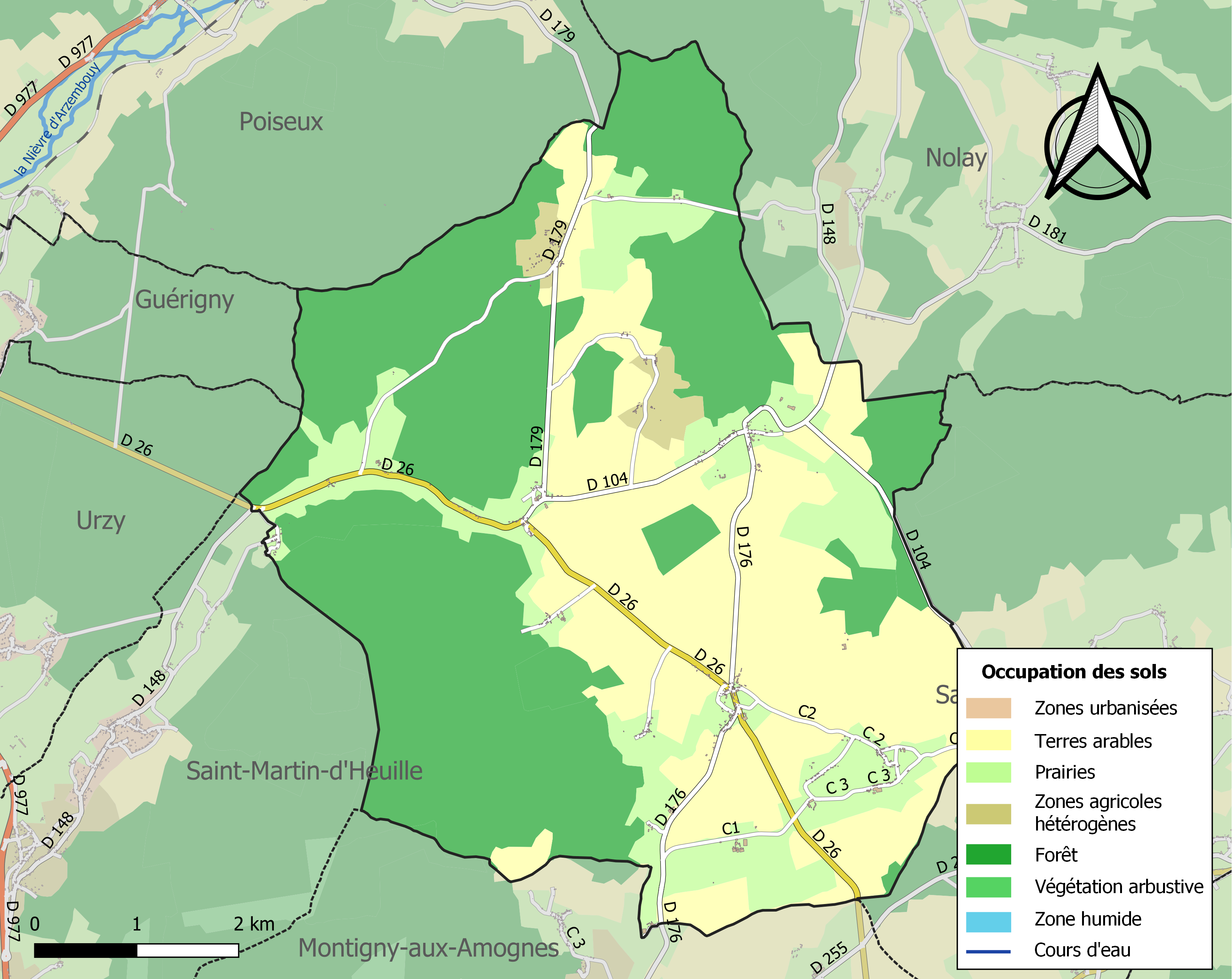
沃达莫涅的OSM定位图

## 行政
沃达莫涅的邮政编码为58130，INSEE市镇编码为58204。

## 政治
沃达莫涅所属的省级选区为盖里尼县。

## 人口
沃达莫涅于2022年1月1日时的人口数量为528人。